# Yiqing Jingyingsuo (bondby i Kina, Heilongjiang Sheng, lat 47,89, long 129,15)
Yiqing Jingyingsuo (kinesiska: 伊青经营所) är en bondby i Kina. Den ligger i provinsen Heilongjiang, i den nordöstra delen av landet, omkring 310 kilometer nordost om provinshuvudstaden Harbin. Antalet invånare är 217. Befolkningen består av 105 kvinnor och 112 män. Barn under 15 år utgör 5,0 %, vuxna 15-64 år 76 %, och äldre över 65 år 17,0 %.
Runt Yiqing Jingyingsuo är det ganska glesbefolkat, med 40 invånare per kvadratkilometer. Närmaste större samhälle är Wudaoku Jingyingsuo, 14,3 km sydost om Yiqing Jingyingsuo. I omgivningarna runt Yiqing Jingyingsuo växer i huvudsak blandskog.
Genomsnittlig årsnederbörd är 1 034 millimeter. Den regnigaste månaden är juli, med i genomsnitt 240 mm nederbörd, och den torraste är januari, med 10 mm nederbörd.